# Campionat de Catalunya de futbol 1915-1916
La temporada 1915-16 del Campionat de Catalunya de futbol fou la dissetena edició de la competició. Fou disputada la temporada 1915-16 pels principals clubs de futbol de Catalunya.

## Primera Categoria

### Primera fase
| Pos | Equip                   | PJ | PG | PE | PP | GF | GC | DG  | Pts | Classificació |
| --- | ----------------------- | -- | -- | -- | -- | -- | -- | --- | --- | ------------- |
| 1   | FC Barcelona (Q)        | 8  | 8  | 0  | 0  | 47 | 5  | +42 | 16  | Classificat   |
| 2   | FC Espanya (Q)          | 8  | 6  | 1  | 1  | 17 | 7  | +10 | 13  | Classificat   |
| 3   | CS Sabadell (Q)         | 8  | 6  | 0  | 2  | 16 | 11 | +5  | 12  | Classificat   |
| 4   | RCD Espanyol (Q)        | 8  | 5  | 1  | 2  | 20 | 8  | +12 | 11  | Classificat   |
| 5   | Atlètic de Sabadell (Q) | 8  | 3  | 1  | 4  | 15 | 25 | −10 | 7   | Classificat   |
| 6   | Universitary SC (Q)     | 8  | 2  | 2  | 4  | 14 | 27 | −13 | 6   | Classificat   |
| 7   | FC Badalona             | 8  | 2  | 1  | 5  | 10 | 23 | −13 | 5   |               |
| 8   | FC Internacional        | 8  | 1  | 0  | 7  | 7  | 21 | −14 | 2   |               |
| 9   | Avenç de l'Sport        | 8  | 0  | 0  | 8  | 7  | 26 | −19 | 0   |               |

La primera categoria va estar formada per 9 clubs. La competició es disputà en dues fases. La primera s'enfrontaren tots contra tots en un grup únic. Els sis primers passaren a disputar la lluita pel títol i els tres darrers la lluita pel descens. Els resultats de la primera fase s'acumularen a la segona. Els dos darrers classificats perderen la categoria i el tercer per la cua disputà un partit de promoció amb el campió de segona categoria.

### Fase pel títol
| Pos | Equip               | PJ | PG | PE | PP | GF | GC | DG  | Pts | Classificació |
| --- | ------------------- | -- | -- | -- | -- | -- | -- | --- | --- | ------------- |
| 1   | FC Barcelona (C)    | 13 | 13 | 0  | 0  | 62 | 11 | +51 | 26  | Campió        |
| 2   | FC Espanya          | 13 | 8  | 1  | 4  | 29 | 17 | +12 | 17  |               |
| 3   | CS Sabadell         | 13 | 8  | 1  | 4  | 25 | 20 | +5  | 17  |               |
| 4   | RCD Espanyol        | 13 | 7  | 1  | 5  | 32 | 21 | +11 | 15  |               |
| 5   | Universitary SC     | 13 | 4  | 2  | 7  | 22 | 41 | −19 | 10  |               |
| 6   | Atlètic de Sabadell | 13 | 4  | 2  | 7  | 18 | 32 | −14 | 10  |               |

### Fase pel descens
| Pos | Equip                | PJ | PG | PE | PP | GF | GC | DG  | Pts | Classificació |
| --- | -------------------- | -- | -- | -- | -- | -- | -- | --- | --- | ------------- |
| 1   | FC Badalona (R)      | 12 | 3  | 2  | 7  | 20 | 29 | −9  | 8   | Desempat      |
| 2   | Avenç de l'Sport (R) | 11 | 2  | 1  | 8  | 13 | 27 | −14 | 5   | Descens       |
| 3   | FC Internacional (O) | 11 | 2  | 0  | 9  | 11 | 34 | −23 | 4   | Desempat      |

### Resultats finals
- Campió de Catalunya: FC Barcelona
- Classificats per Campionat d'Espanya: FC Barcelona
- Descensos: FC Badalona i L'Avenç de l'Sport
- Ascensos: Cap (l'Internacional guanya el play-off al Terrassa)

## Segona Categoria
- El campionat de segona categoria es disputà en diversos campionats regionals o comarcals. A la zona de Barcelona hi participaren els equips: Centre de Sports Martinenc, Sarrià SC, Català SC, Universal FC, CE Europa, Argós FC, CE Júpiter, Agrupació Deportiva Canigó, New Catalònia FBC, Centre de Sports de Sants, FC Martinenc i FC Andreuenc.[3] El CE Europa es proclamà campió de Barcelona.[4]

- Altres campionats foren el del Litoral (campió l'Iluro SC[5]), el del Vallès (on fou campió el Terrassa FC[6]) o el del Baix Llobregat (on fou campió el CD Colònia Sedó[7]).

El FC Terrassa guanya el campionat de Catalunya de Segona Categoria en derrotar el CE Europa a la final:
| FC Terrassa | 5-2 | CE Europa |
| ----------- | --- | --------- |
|             |     |           |

 Camp del FC Barcelona, Barcelona
El setembre del 1916 es disputà el partit de promoció d'ascens a la primera categoria entre el campió de Segona, el Terrassa, i l'Internacional, que fou favorable al club del barri de Sants:
| FC Internacional | 2-1 | FC Terrassa |
| ---------------- | --- | ----------- |
|                  |     |             |

 Camp del FC Espanya, Barcelona